# Лозинский, Владимир Фёдорович
Владимир Фёдорович Лозинский (укр. Володимир Фёдорович Лозинський; 6 января 1955, Сопычи — 17 июля 2020, Киев) — советский футболист, защитник и украинский тренер. Мастер спорта международного класса (1984).

## Карьера

### Клубная
Воспитанник футбольной школы киевского «Динамо». Первый тренер — Александр Васильевич Леонидов. В основой состав команды попал в 1976 году, провёл 9 сезонов. В 1985—1986 годах играл в харьковском «Металлисте», затем выступал за клубы второй лиги. Играть закончил в 1990 году в «Кремне», который на следующий сезон принял в качестве главного тренера.

### В сборной
В 1979—1982 годах провёл 4 матча в составе сборной СССР.

### Тренерская
В 1996—2003 годах — тренер и главный тренер ЦСКА (Киев), в первой половине 2004 — главный тренер «Ворсклы», в 2007—2010 — тренер-селекционер «Динамо». Под руководством Лозинского сборная Украины дважды становилась чемпионом летней Универсиады — в 2007 и 2009 годах.
Похоронен 20 июля 2020 в Киеве на участке 42-А Байкова кладбища.

## Стиль игры
Физически сильный, выносливый, энергичный, отличался цепкостью и жёсткостью в единоборствах, умением действовать от ворот до ворот.—  Энциклопедия «Российский футбол за 100 лет». Октябрь 1997 года.

## Достижения

### Командные
«Динамо» (Киев)
- Чемпион СССР (3): 1977, 1980, 1981
- Серебряный призёр (2): 1978, 1982
- Бронзовый призёр: 1979
- Обладатель Кубка СССР (2): 1978, 1982
- Обладатель Кубка сезона СССР: 1981

Сборная СССР
- Бронзовый призёр Спартакиады народов СССР: 1979

### Личные
- В списке 33 лучших футболистов сезона 4 раза: № 1 — 1979, № 2 — 1980, 1982, № 3 — 1983
- Мастер спорта СССР международного класса (1984)
- 2 сентября 1981 года в матче «Динамо» (Киев) — «Таврия» (Симферополь) забил 25000-й гол чемпионатов СССР по футболу[источник не указан 2282 дня]